# Portrait d'Isabelle d'Este (Léonard de Vinci)
Vous lisez un « article de qualité » labellisé en 2020.
Le Portrait d'Isabelle d'Este est un carton réalisé entre décembre 1499 et début mars 1500 par le peintre florentin Léonard de Vinci, pour un tableau qui n'a très probablement jamais été réalisé. 
Conservé à Paris au département des arts graphiques du musée du Louvre, le dessin, en mauvais état de conservation, est réalisé au fusain, à la sanguine, à l'estompe et à la craie ocre, avec des rehauts de blanc.
Il s'agit du portrait, en buste et grandeur nature, d'une jeune femme identifiée comme étant la marquise de Mantoue, Isabelle d'Este. Elle en serait également la commanditaire ; mécène renommée de la Renaissance et désireuse de se faire représenter par les meilleurs artistes de son temps, elle a en effet insisté durant plusieurs années auprès du maître pour qu'il réalise un portrait à son effigie.
Bien qu'il ne s'agisse que d'une esquisse, un soin méticuleux apparaît dans ce portrait. Ancré dans la tradition du portrait de cour, le Portrait d'Isabelle d'Este met en œuvre des procédés stylistiques, techniques et artistiques qui donnent vie au personnage et présentent des caractéristiques annonciatrices de créations futures — notamment La Joconde.

## Description
Le Portrait d'Isabelle d'Este a pour support une feuille rectangulaire de dimensions 61 × 46,5 cm, ce qui équivaut pratiquement au format dit « à l'impériale », c'est-à-dire au plus grand format disponible à l'époque de Léonard de Vinci. Le grammage du papier est élevé et correspond à l'épaisseur courante des cartons des artistes portant une ébauche destinée à être transférée par piquage sur un autre support. De fait, l'œuvre présente des marques de piqûre à espacements réguliers mais variables selon les zones, et coïncidant plus ou moins parfaitement aux contours du personnage et aux divers motifs. Quant au dos de la feuille, il ne laisse à voir aucune trace écrite ni dessinée mais seulement ces marques de piqûre. Enfin, le support présente des marques de pliage et d'humidité, cette dernière ayant rongé le papier.
Sur une légère préparation blanche, le dessin a été réalisé en première intention à la pointe de métal puis au fusain, puis rehaussé de pigments colorés — sanguine et ocre jaune, — ainsi que d'un coloriage à la craie. 
Le dessin représente une jeune femme vue en buste, identifiée avec Isabelle d'Este. Son visage est fin et son expression intelligente et déterminée. Sa poitrine est présentée de face et ses épaules amorcent une rotation qui s'achève avec la tête vue de son profil droit. Pris dans un filet, ses cheveux tombent en une masse homogène sur ses épaules. Son cou est nu, la robe qu'elle porte offrant un large décolleté carré. Elle est vêtue d'un simple corsage rayé auquel les manches bouffantes sont reliées par des lacets. Les mains reposent l'une sur l'autre, dans une position qui a souvent été comparée à celle de La Joconde. Le personnage désigne de l'index de la main droite un élément pratiquement invisible et perceptible seulement par le tracé de piquage : une copie d'époque confirme qu'il s'agit d'un livre.

## Historique de l'œuvre

### Attribution et datation

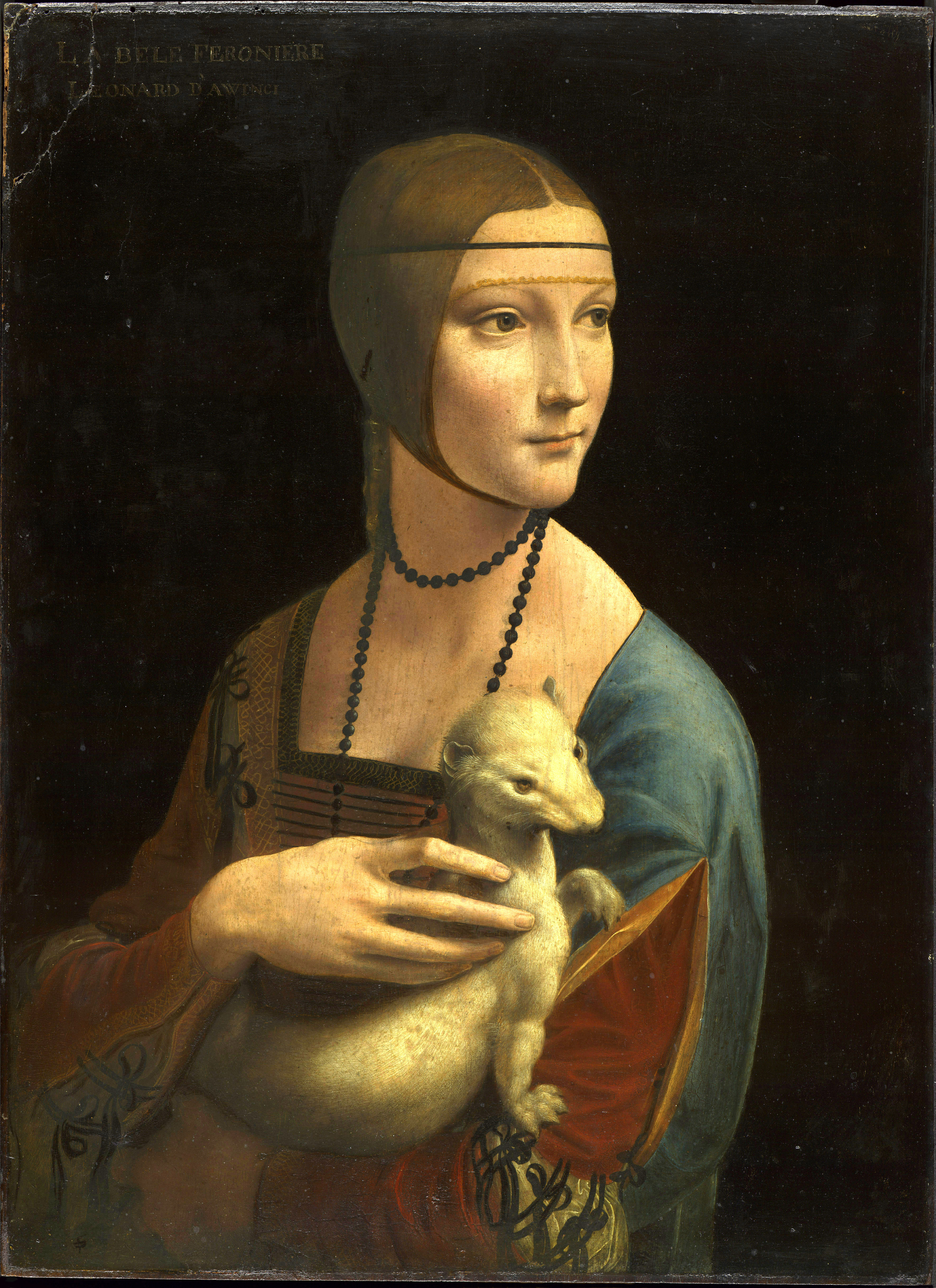
Cecilia Gallerani, modèle de la Dame à l'hermine (1489, Pologne, Cracovie, Musée national), a poussé Isabelle d'Este à se faire peindre elle aussi par Vinci.

Le Portrait d'Isabelle d'Este conservé au département des arts graphiques du musée du Louvre n'a pas toujours été attribué à Léonard de Vinci : le coloriage à la craie et le piquage, réalisés de manières inhabituelles chez le peintre, ainsi que son relatif mauvais état et le fait qu'il a été retravaillé par la suite, expliquent qu'il ait pu être par le passé attribué à d'autres, notamment à son élève Giovanni Antonio Boltraffio (1467 - 1516).
L'attribution du carton à Léonard fait désormais l'objet d'un large consensus au sein de la communauté scientifique,,,,,. Les chercheurs s'appuient d'abord sur plusieurs documents, en particulier ce qu'écrit à Isabelle d'Este, le 13 mars 1500, le peintre Lorenzo Fasolo dit « Lorenzo da Pavia » : « Léonard de Vinci se trouve à Venise, il m’a montré un portrait de Votre Seigneurie qui est très semblable à elle. Il est si bien fait qu’on ne pourrait faire mieux ». En outre, les techniques picturales utilisées constituent d'autres éléments sur lesquels les scientifiques fondent leur opinion, telles les fines hachures parallèles composant l'ombre portée sur le visage du modèle et caractéristiques d'un gaucher. Enfin, de façon plus abstraite, les qualités plastiques qui se dégagent de ce portrait — « comme le profil marqué et la fluidité de certains traits » — correspondent tout à fait à la valeur des productions du peintre.
La création de l'œuvre peut être précisément datée puisqu'elle remonte au séjour effectué par Léonard de Vinci à la cour de Mantoue, lorsqu'il a quitté le duché de Milan des Sforza, alors envahi par les Français de Louis XII, pour se rendre à Venise. Cette date est unanimement située par les chercheurs entre décembre 1499 et début mars 1500, période où le peintre séjourne à Mantoue. Dernier élément qui confirme cette analyse : la vue de profil est tout à fait caractéristique de la production de cette période et de cette région.

### La commande

Portraits d'Isabelle d'Este
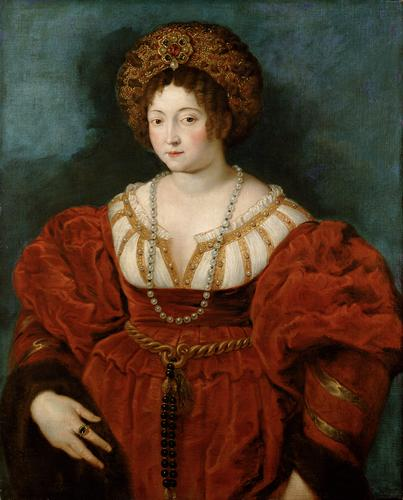
Pierre Paul Rubens, copie d'un Portrait d'Isabelle d'Este de Titien de 1529, vers 1605, Vienne, musée d'Histoire de l'art, inv.GG_1534.
Titien, Portrait d'Isabelle d'Este, vers 1534-1536, Vienne, musée d'Histoire de l'art, inv.GG_83.
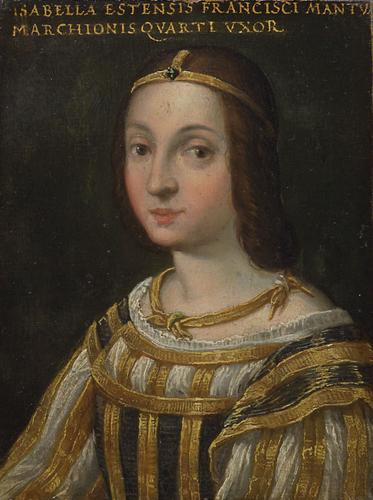
Peintre anonyme, Isabelle d'Este, XVIe siècle, Innsbruck, château d'Ambras.

Le commanditaire de l'œuvre est unanimement reconnu par la communauté scientifique comme étant Isabelle d'Este. En plus de ses activités politiques et diplomatiques, la jeune marquise de Mantoue est l'une des mécènes scientifiques et artistiques les plus importantes de son temps. Bien qu'il ne subsiste que peu de portraits d'elle, elle montre un penchant pour sa propre image : elle choisit donc avec soin les artistes qui vont la représenter mais, paradoxalement, répugne à poser comme modèle. Poussée par celui de La Dame à l'hermine (1489), Cecilia Gallerani — en témoigne une lettre où celle-ci parle de Vinci à Isabelle comme du seul à pouvoir la peindre, — et confortée par le peintre Lorenzo da Pavia, elle demande à Léonard de Vinci d'exécuter son portrait lors de son séjour à Mantoue.

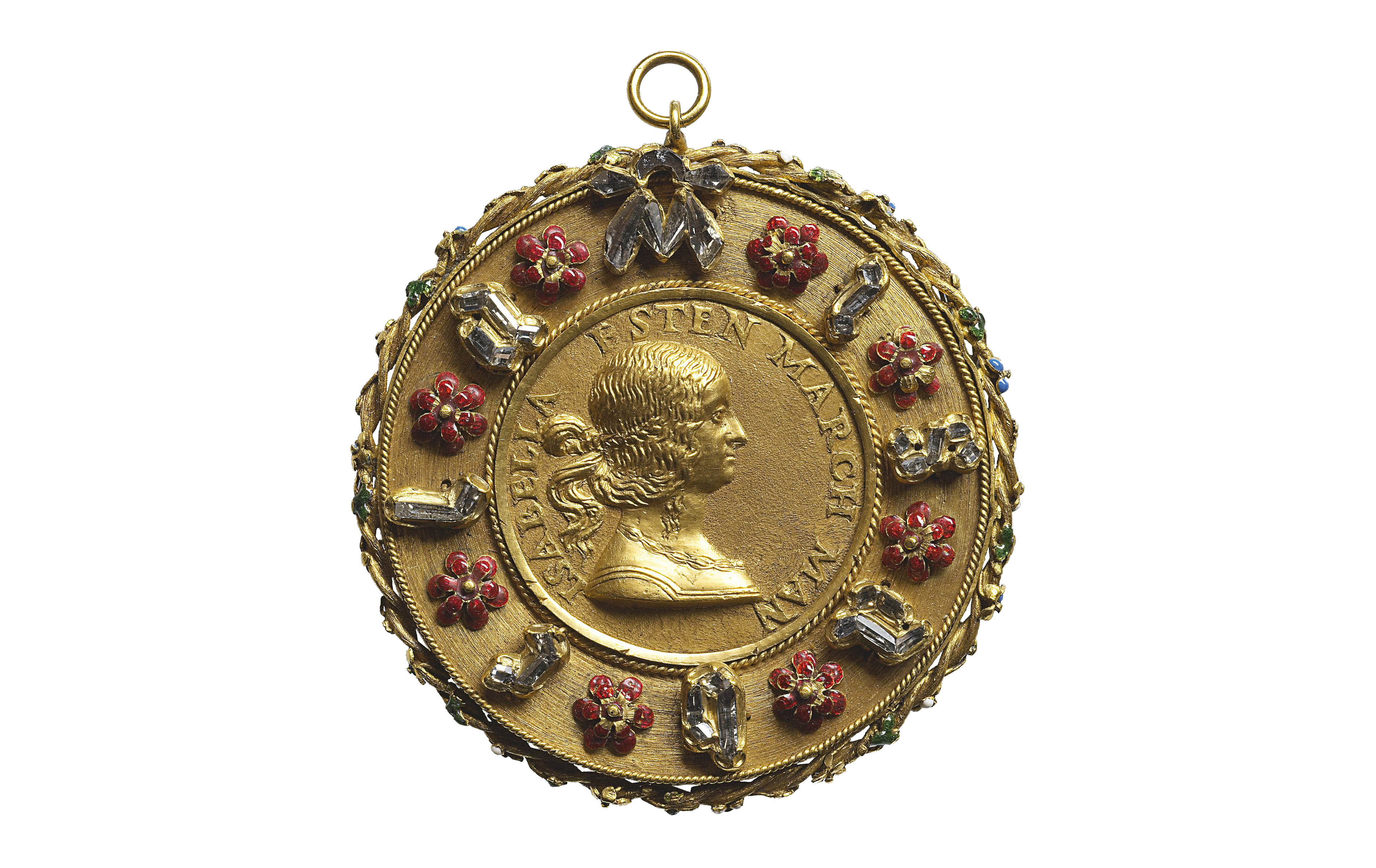
Gian Cristoforo Romano, Portrait médaille d'Isabella d’Este, 1498, or, diamants et émaux, 6 × 6 cm, Vienne, musée d'Histoire de l'art, Münzkabinet, 6.833bā.

Le modèle se confond avec la commanditaire et cette identification est fortement soutenue par une documentation importante, épistolaire notamment. Le premier chercheur de l'époque moderne à évoquer Isabelle d'Este en tant que modèle est le journaliste et artiste français Charles Yriarte, qui en 1888 compare le carton avec la médaille d'Isabelle réalisée en 1498 par Giovanni Cristoforo Romano dit « Gian Cristoforo Romano » : c'est principalement sur cette comparaison que l'ensemble des chercheurs contemporains s'appuient désormais.
Le choix de la pose, qui émanerait d'Isabelle d'Este, s'inscrit dans la tradition de la représentation en profil des membres de la noblesse, en référence aux effigies des pièces de monnaie,. La jeune femme demande cependant au peintre que le portrait soit aussi naturel que possible. Enfin, le choix subtil de lui faire désigner de l'index un livre, afin d'asseoir sa proximité avec le domaine artistique, appartiendrait également à la commanditaire de l'œuvre.
La réalisation concrète en tableau à partir du carton semble néanmoins vite déçue : Léonard de Vinci est déjà connu pour ses retards dans l'achèvement de ses productions ; bien plus, il ne cache pas un certain rejet pour son art ; enfin il s'accommode mal du caractère volontiers tyrannique de la jeune marquise. C'est ainsi que, faisant mine de s'intéresser au projet — puisqu'il réalise ce carton ainsi qu'une copie qu'il offre à Isabelle d'Este —, il semble en fait décider de ne pas aller plus loin. 
Dès lors, la correspondance de la marquise témoigne de ses demandes réitérées au peintre, et ce dès 1501, dans un courrier en date du 27 mars. La même année, l'envoyé d'Isabelle d'Este auprès de Léonard de Vinci, Fra Pietro da Novallara, ne peut que constater : « il est excédé par le pinceau car il travaille ardemment à la géométrie ». La frustration d'Isabelle paraît s'amplifier d'autant plus que son époux, François Gonzague, a offert en cadeau à un destinataire non identifié l'autre portrait d'elle fait par Léonard de Vinci — certainement la copie réalisée alors qu'il se trouvait encore à Mantoue : aussi demande-t-elle au maître, dans une lettre datée du 27 mai, de lui faire parvenir « un nouveau dessin de [s]on portrait ». Les historiens de l'art ignorent si cette demande de nouveau dessin — synonyme de deuxième copie, c'est-à-dire de troisième dessin de la main du maître — est honorée. 
Isabelle adresse une nouvelle demande au peintre le 14 mai 1504, dans laquelle elle semble se résigner à ne pas obtenir de portrait peint par lui : « Maître Leonard. Ayant appris que vous demeuriez à Florence, je nourris l’espoir que ce que j’ai tant souhaité, c’est-à-dire d'avoir quelque chose de votre main, se réalise. Quand vous étiez ici, dans ces contrées, et que vous faisiez mon portrait au fusain, vous m'aviez promis que vous me représenteriez par la suite en couleurs. Mais parce que cela est presque impossible, puisque vous ne pouvez pas vous déplacer ici, je vous prie de remplir votre obligation envers moi en substituant à mon portrait une autre figure qui me serait encore plus agréable ; c'est-à-dire réaliser pour moi un jeune Christ d'environ douze ans ». Pourtant, la marquise effectue une dernière tentative en mai 1506, en faisant intervenir l'oncle du maître, Alessandro Amadori, dans le but de l'amadouer, mais sans plus de succès. Bien que le doute persiste, il semble bien qu'Isabelle d'Este n'ait jamais obtenu de portrait réalisé par le grand peintre.

### Cheminement et état de conservation de l'œuvre
Il est établi que Léonard a quitté Mantoue pour Venise en mars 1500, en emportant avec lui le carton du Portrait d'Isabelle d'Este, comme l'indique le témoignage de son ami peintre Lorenzo da Pavia à qui il le montre. Le cheminement de l'œuvre est ensuite inconnu et n'est documenté que depuis sa réapparition dans la collection du comte Bartolomeo Calderara dans la seconde moitié du XVIIIe siècle. En 1829, le carton est acquis par le marchand d'estampes et antiquaire milanais Giuseppe Vallardi (1784-1861). Celui-ci le vend en décembre 1860 au musée du Louvre, par l'intermédiaire du chevalier A. D. de Turin. L'œuvre est accompagnée du descriptif suivant : « Léonard de Vinci. Une jeune dame de profil. Superbe dessin au crayon noir ». Elle est depuis cette date conservée au département des arts graphiques du musée à Paris.
L'œuvre est décrite par les observateurs en mauvais état de conservation. Cela peut s'expliquer par son statut de carton préparatoire, c'est-à-dire de simple outil de travail. En conséquence, elle a été pliée, roulée et entreposée dans un lieu humide qui aurait même subi une inondation. Elle en conserve les marques : plis, taches d'humidité et surtout détériorations sur les bords latéraux et inférieur conduisant, pour partie, à leur amputation,.

## Création

### Contexte de création

Léonard de Vinci, La Joconde, entre 1503 et 1506 ou entre 1513 et 1516, peut-être jusqu'à 1519, Paris, musée du Louvre, INV. 779.

En 1499, Léonard de Vinci est un artiste peintre installé à Milan auprès de Ludovic Sforza, et sa renommée dépasse les frontières du duché. Si le Portrait d'Isabelle d'Este poursuit sur les plans technique et artistique les productions picturales passées de son auteur, notamment la fresque de La Cène (1495-1498), il préfigure le carton de La Vierge, l'Enfant Jésus avec sainte Anne et saint Jean-Baptiste (vers 1499 - 1500) comme le portrait de La Joconde (1503 - 1506). Pourtant, Vinci préfère se consacrer à d'autres domaines, en particulier techniques et militaires (horloges, métier à tisser, grues, systèmes défensifs de villes, etc.), et il se considère plus volontiers comme un ingénieur. De fait, il s'agit d'une période où il éprouve un certain dédain pour la peinture : d'ailleurs il ne peint pas lors de son séjour à Venise.
Lorsque les troupes de Louis XII de France prennent le duché de Milan en 1499 et destituent Ludovic Sforza, Léonard entame une vie errante qui le conduit de Milan à Venise, avec une étape entre décembre et mars à Mantoue. Un envoyé d'Isabelle d'Este en témoigne : « son existence est si instable et si incertaine qu'on dirait qu'il vit au jour le jour ». L'historien de l'art Alessandro Vezzosi émet toutefois l'hypothèse que Mantoue constituait initialement la destination finale de son voyage. Il réalise le carton du Portrait d'Isabelle d'Este à la demande de celle-ci, mais son tempérament libre se heurte au caractère facilement tyrannique de son hôtesse : il ne reçoit aucune autre commande de la cour et poursuit sa route vers Venise puis Florence.

### Processus de création

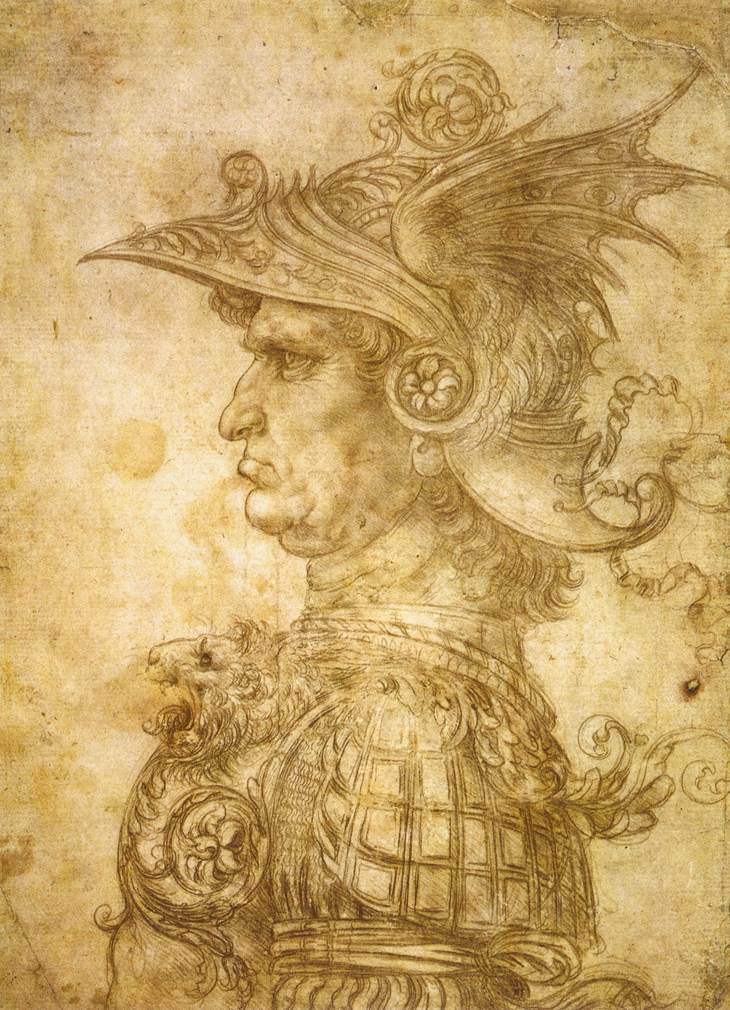
Léonard de Vinci, Le Condottière ou Buste de guerrier, 1475, Londres, British Museum, inv.1895,0915.474.

De nombreux éléments laissent à penser que Léonard de Vinci n'a pas pu réaliser l'intégralité de son dessin devant Isabelle d'Este : il semble en effet que la marquise ait écourté au maximum les séances de pose. C'est ainsi que le peintre a dû s'appuyer sur le portrait — par définition inerte — porté sur une médaille par Giovanni Cristoforo Romano en 1498 : cela expliquerait les faiblesses décrites par les critiques d'art dans la qualité d'exécution du visage, et son caractère un peu figé. 
Malgré son statut d'outil de travail, le carton a été exécuté avec un soin méticuleux : Léonard de Vinci a d'abord couvert sa surface d'une couche de préparation blanche, à base de blanc de plomb. Il utilise en première intention une pointe métallique pour esquisser les contours de son modèle. Un premier travail d'ombrage est conduit par hachurage, toujours à la pointe métallique, particulièrement visible dans le bas de la chevelure. Contrairement au visage, la représentation de la robe et le long du buste ne fait apparaître aucun dessin préparatoire. À ce moment du travail, la technique évoque le buste de guerrier créé vingt ans plus tôt. 
Ensuite, le trait est repris au fusain (italien : carboncino) afin d'en accentuer l'intensité, particulièrement sur les traits du nez et du menton ; le fusain modèle les cheveux et, plus légèrement, en estompe, la main, les pommettes et la joue, ; il est en revanche pratiquement absent du buste où deux propositions de robes se superposent, dont une, effacée, faisait remonter un pan de tissu sur l'épaule gauche du modèle. Des pigments de sanguine et de craie rehaussent et animent le visage (joue, base du nez et menton), la gorge, la main ainsi que la chevelure et pour finir, de l'ocre jaune colore le liseré du col de la robe. 
Une théorie a longtemps perduré selon laquelle le Portrait d'Isabelle d'Este constituait le premier exemple d'utilisation de pastel (c'est-à-dire d'un bâtonnet constitué d'un pigment et d'un liant) en Italie : Carmen Bambach relaie encore cette idée en 2003. Une telle hypothèse semble néanmoins ne pas résister à l'analyse scientifique, qui tend à prouver que le pigment aurait été appliqué de façon plus traditionnelle, sous forme liquide.

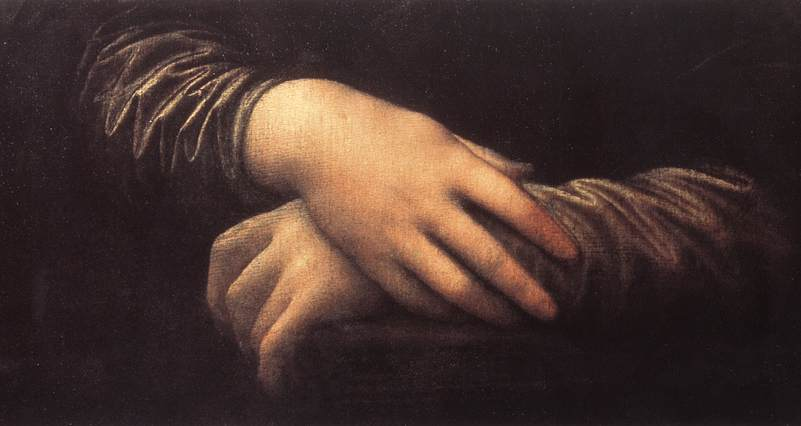
Certains éléments du Portrait d'Isabelle d'Este préfigurent La Joconde (entre 1503 et 1506, musée du Louvre), comme les mains croisées (détail).

## L'art du portrait

### Composition
La composition de l'œuvre est la même que celle que Léonard de Vinci utilisera trois ans plus tard pour La Joconde : la personne est vue en buste et ses mains, appuyées sur un meuble, sont croisées devant elle. La Joconde constitue de fait une variation du Portrait d'Isabelle d'Este puisqu'il résulte d'un changement de point de vue du peintre autour d'un modèle ayant conservé une pose identique : c'est pourquoi Vincent Delieuvin qualifie le dessin de « Joconde orthogonale à Lisa del Giocondo ». Le tableau se construit selon un mouvement, celui d'un personnage pris de face qui détourne son visage. Il est donc constitué selon des obliques, notamment celle des épaules, qui s'orientent vers la droite du spectateur. Néanmoins, la composition originale n'est pas réellement perceptible puisque le portrait est amputé d'une large bande inférieure. Ce n'est qu'en s'appuyant sur une copie, telle celle conservée à l'Ashmolean Museum d'Oxford, que l'observateur peut en prendre conscience : le parallèle avec les mains croisées de La Joconde est alors plus évident. Seul diffère l'index de la main droite pointé sur un livre.

### Les éléments d'une tradition

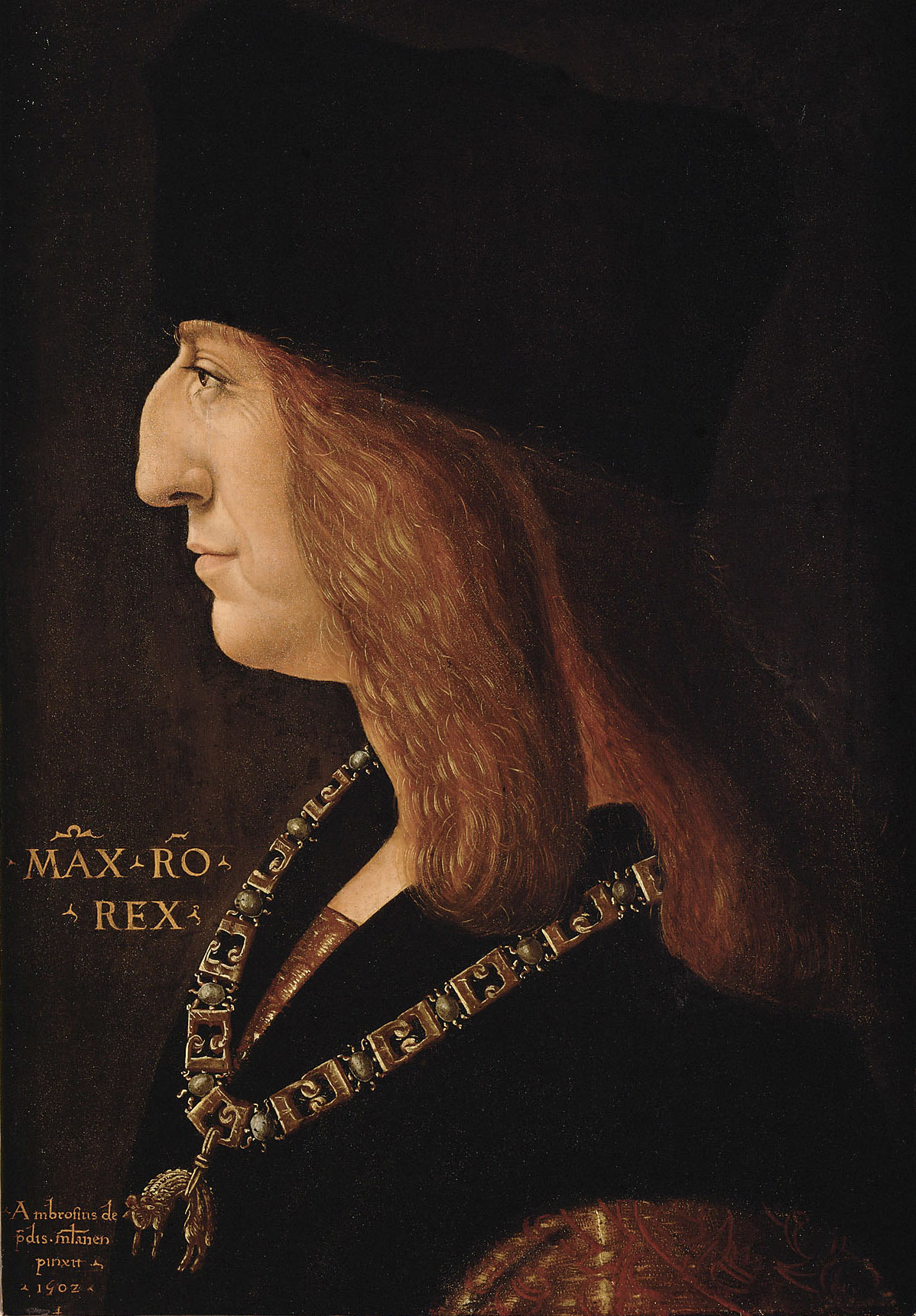
Dans le portrait d'aristocrate, le personnage est traditionnellement de profil (Giovanni Ambrogio de Predis, Portrait de Maximilien Ier, 1502, Vienne, musée d'histoire de l'art).
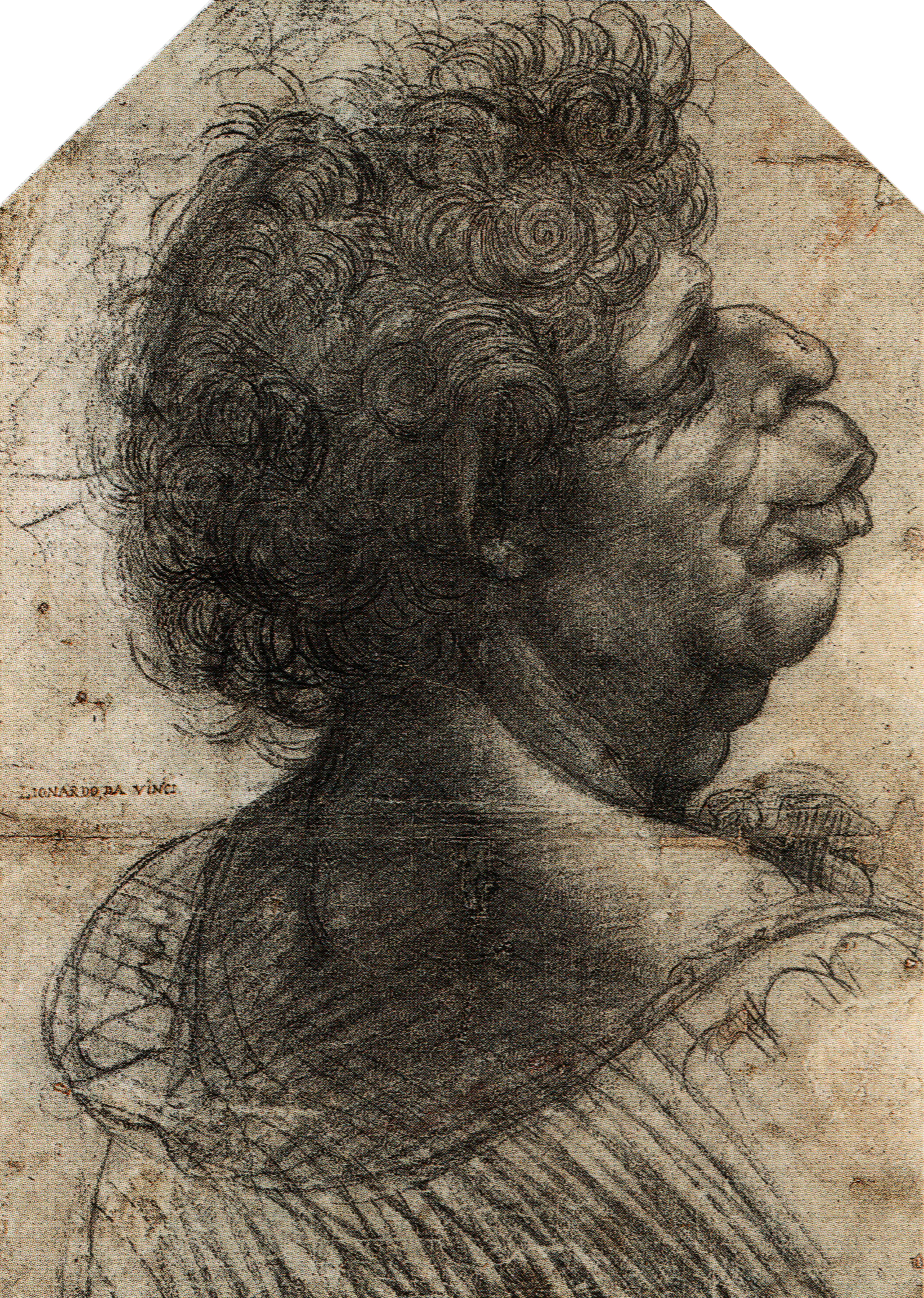
Leonard de Vinci, Étude d'une tête grotesque, vers 1500-1505, Oxford, Christ Church College, n. 0033.

Le Portrait d'Isabelle d'Este, ayant pour but de « la glorifier », doit selon la volonté de son modèle intégrer la représentation à des normes donnant à voir son statut social élevé. La pose de profil est l'élément décisif qui marque cette détermination, car elle reprend la convention ancienne établie dans les portraits de la noblesse en Italie du nord, correspondant aux portraits portés sur la numismatique impériale. C'est d'ailleurs selon cette convention que sont créés les portraits de la famille d'Este. D'autres éléments de la composition répondent également à cette volonté de mettre en valeur ce personnage de haute qualité. Cela commence par sa toilette, une robe rendue luxueuse par les dentelles qui soulignent le pourtour du décolleté, mais aussi par la richesse des motifs du tissu et le travail sur la matière, particulièrement visible sur les manches bouffantes. Autre procédé : représenter le modèle les mains croisées, confère élégance, calme et sérénité, et marque également son attachement aux vertus demandées aux femmes, notamment la pudeur. Enfin, déployant un discours à dimension politique, le geste de désignation du livre par l'index de la main droite permet de souligner la forte proximité du personnage avec l'art,,.
L'étude d'autres portraits réalisés par le maître peut compléter l'analyse de celui d'Isabelle d'Este. Ainsi dans l'Étude de tête grotesque, la représentation du personnage répond à une codification beaucoup moins stricte. Il est donc possible d'établir une comparaison entre la caricature que représente l'un (à travers ses traits déformés jusqu'au grotesque) et le réalisme affiché de l'autre (à travers le choix de la grandeur nature et la recherche d'éléments les plus réalistes possibles, comme les détails de la robe). Le but de cette caricature éclaire donc indirectement le portrait d'Isabelle d'Este : si le peintre cherche l'expressivité dans le dessin du Christ Church College, il confère à son modèle grandeur et dignité dans celui de la jeune marquise.

### Dépasser les codes du portrait traditionnel

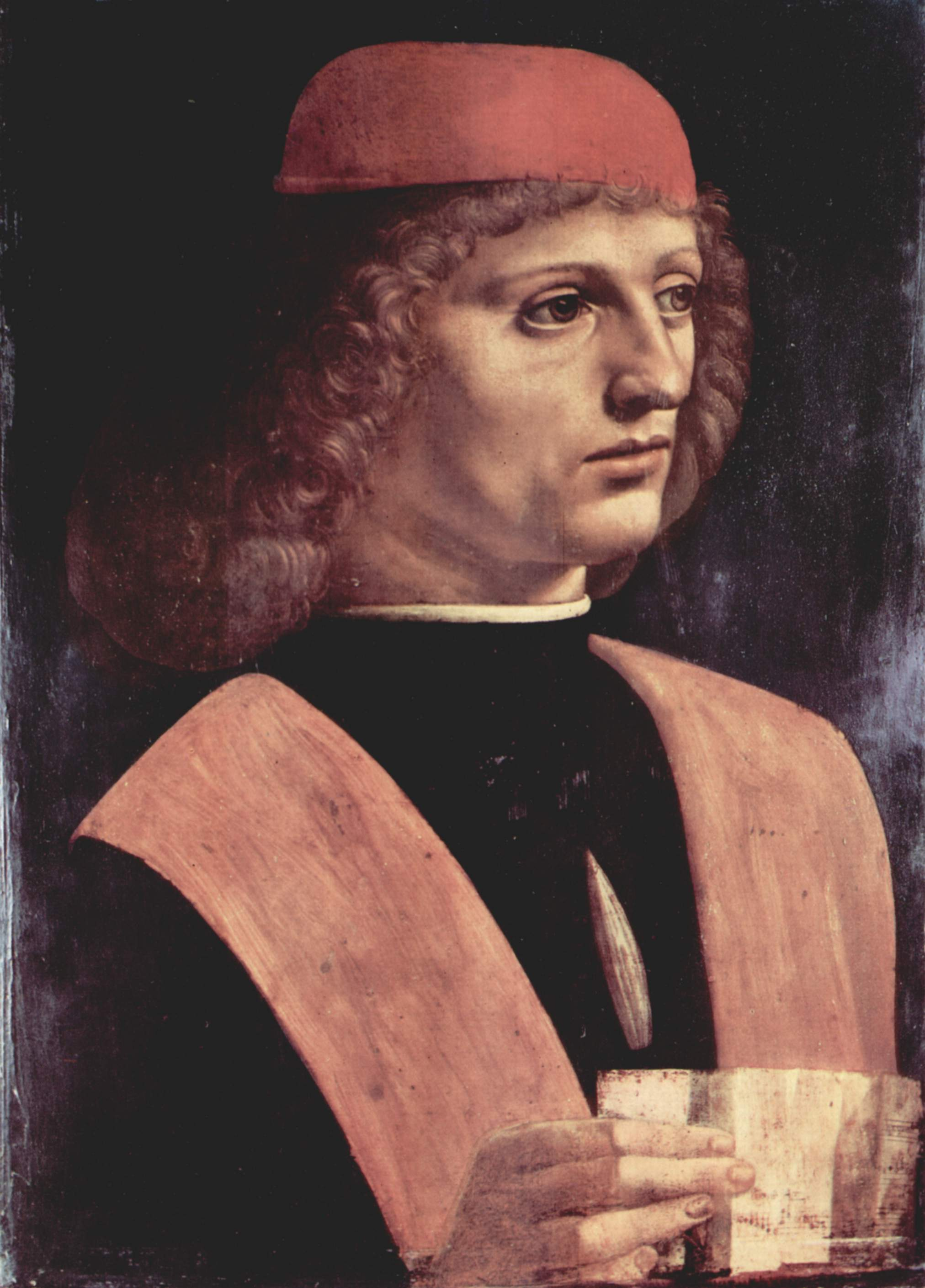
Dans son Portrait de musicien d'une dizaine d'années antérieur (1490, Milan, Pinacothèque Ambrosienne), Léonard de Vinci fait déjà regarder son personnage vers un point extérieur au tableau.

Usant d'un procédé qu'il a déjà utilisé dans de précédentes œuvres, comme La Dame à l'hermine (1489) ou le Portrait de musicien (1490), Léonard de Vinci dépeint un personnage dont l'attention est attirée par un élément situé en dehors du cadre. Ce procédé intéresse le peintre par les effets qu'il induit sur le modèle, car cette pose oblige ce dernier à se hausser, lui conférant alors « une monumentalité et une compacité sculpturales ». C'est ce qui permet à Serge Bramly de louer « l'équilibre monumental de cette tête de profil sur un corps de face ». En outre, l'anatomiste qu'est Léonard de Vinci restitue parfaitement les effets physiologiques de cette rotation par le jeu d'ombres allant du menton à la gorge, ainsi que par la tension du muscle visible sur l'épaule droite du personnage.
Mais le peintre va plus loin. En effet, le modèle n'est pas figé dans sa pose : le maître saisit le moment où son modèle se retourne pour suivre un événement extérieur ou pour parler à quelqu'un, faisant de ce profil « non plus un état, mais le terme d'un mouvement ». Par ce dynamisme, le Portrait d'Isabelle d'Este présente la contradiction d'intention entre le profil, d'une absolue fixité, et le buste achevant tout juste un geste. Dès lors, s'il s'inscrit bien dans le cadre d'une représentation traditionnelle, Léonard de Vinci démontre qu'il est un artiste qui ne répond jamais exactement aux termes d'une commande et bouleverse résolument certains codes : c'est précisément cette tension entre des demandes conventionnelles et la subversion de cette tradition qui fait la force du Portrait d'Isabelle d'Este.
D'autres procédés artistiques achèvent de construire l'œuvre : raccourci du buste pour impliquer plus fortement le spectateur, exécution selon un trait « acéré et incisif » afin de « rehausser la régularité et l'harmonie du front et du menton », voire inachèvement conférant au portrait un aspect éthéré. Tout concourt à donner au spectateur une impression de vie chez ce personnage pris dans l'instantanéité d'un mouvement.
Ainsi, selon Varena Forcione et Hélène Grollemund, il ressort que, à travers la création du Portrait d'Isabelle d'Este, « Léonard aurait développé une « idéalisation progressive du portrait », c’est-à-dire une tentative pour faire du portrait une image ressemblante, « naturelle » mais dont la perfection tiendrait à une beauté universelle. »

## Postérité

### Rayonnement

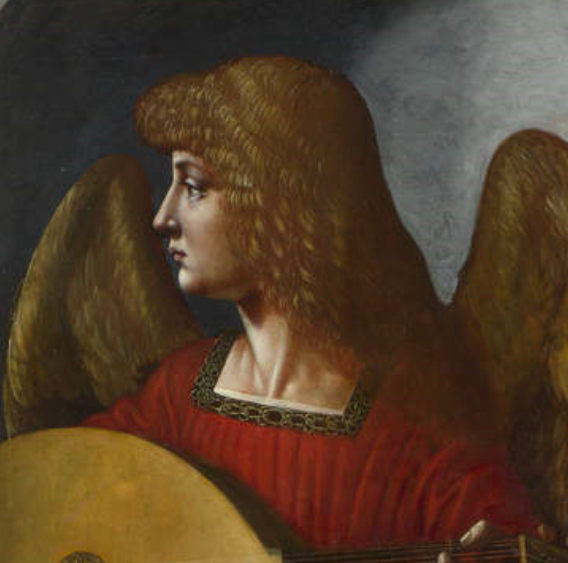
Giovanni Ambrogio de Predis, Ange musicien en rouge jouant du luth (détail), entre 1495 et 1499, Londres, National Gallery, inv.NG1661.

Dans l'entourage de Léonard de Vinci, il se pourrait que le Portrait d'Isabelle d'Este constitue la principale source d'inspiration de son collaborateur Giovanni Ambrogio de Predis pour son Ange musicien en rouge jouant du luth, lors de la création du Retable de la chapelle de l'Immaculée Conception : une même vue de profil du visage, une position des épaules identique, un mouvement semblable de la masse de la chevelure sur la tête et les épaules, et la même frange bombée sur le front de l'ange reprenant le contour d'un voile, aujourd'hui invisible sur le portrait. Enfin, la trace d'un quadrillage sur la surface préparatoire du tableau de l'ange tend à confirmer la possibilité que le visage de ce dernier constitue la reproduction par modification d'échelle d'un portrait déjà existant. Or, par ses caractéristiques, le Portrait d'Isabelle d'Este constitue une hypothèse sérieuse pour certains chercheurs. Elle conduirait toutefois à repousser la date d'exécution de l'Ange en rouge après 1500, alors que nombre d'historiens de l'art la situent entre 1495 et 1499.
De façon plus générale, d'après certains spécialistes, le carton du Portrait d'Isabelle d'Este influence fortement et durablement les portraitistes de la Renaissance, au premier rang desquels Giorgione, que le maître rencontre à Venise peu après son séjour à Mantoue : le peintre vénitien s'inspire en effet de ce travail pour renouveler son style et sa technique, et partant, du fait de son influence artistique, ceux des portraitistes de Venise.

### Copies et variantes

Copies du carton du Portrait d'Isabelle d'Este
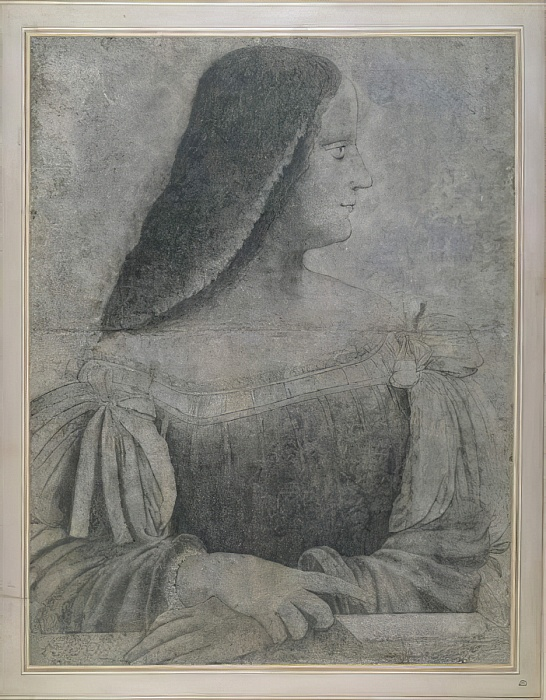
L. de Vinci ou son école (?), Portrait d'Isabelle d'Este, début du XVIe siècle, Oxford, Ashmolean Museum.
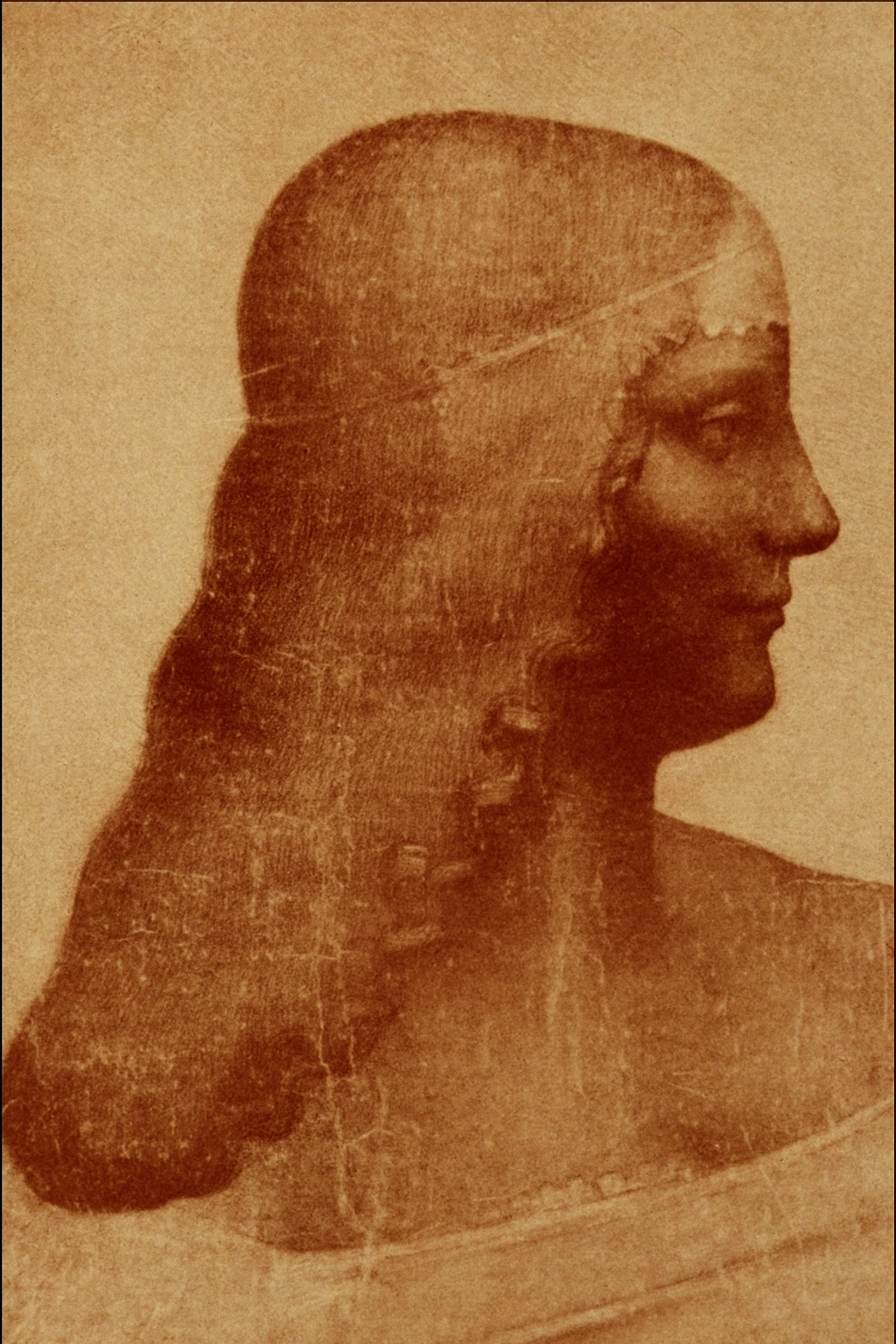
L. de Vinci ou son école (?), Portrait d'Isabelle d'Este, début du XVIe siècle, Florence, Galerie des Offices.
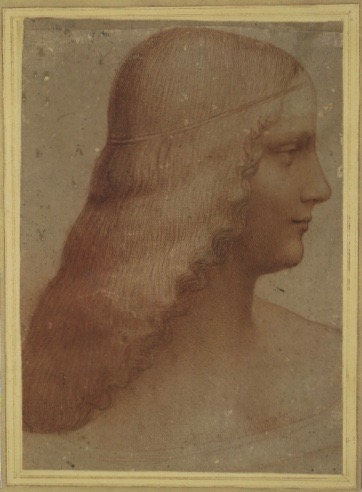
D'après L. de Vinci, Portrait d'Isabelle d'Este, première moitié du XVIe siècle, Londres, British Museum.
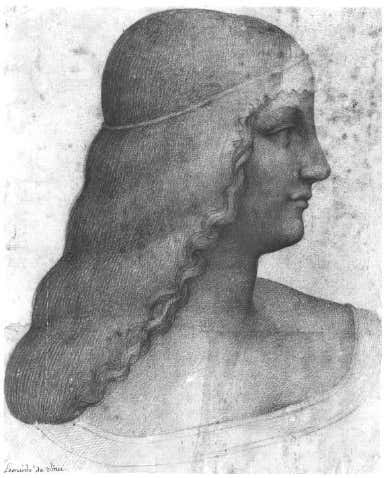
Copie de L. de Vinci, profil d'Isabelle d'Este, XIXe siècle, Munich, Staatliche Graphische Sammlung, inv.2154.
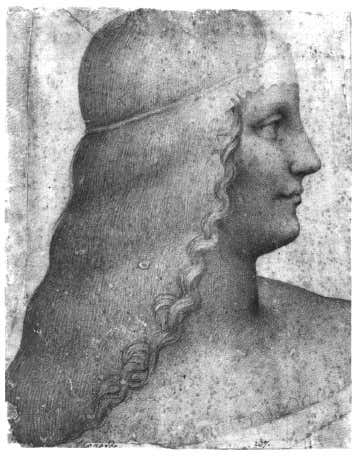
Copie de L. de Vinci, XIXe siècle, Munich, Staatliche Graphische Sammlung, inv.2155.

Cinq dessins peu ou prou identiques au carton du Louvre sont actuellement connus dans le monde. La question de savoir si celui du Louvre est bien celui que Léonard de Vinci a originellement dessiné à Mantoue puis emporté à Venise, en vue d'un tableau peint, paraît être définitivement résolue de façon positive par les chercheurs. Les autres dessins semblent donc en être des copies, comme en témoigne leur qualité inférieure. Mais plusieurs questions restent en suspens : de quand date chacun de ces dessins ? Parmi ceux qui seraient contemporains du carton, lesquels sont de la main du maître ? Et parmi ceux-ci, lequel serait la copie réalisée à Mantoue et laissée à la marquise d'Este ? Lequel enfin — si tant est qu'il ait existé — serait le dessin que Léonard aurait pu envoyer en 1501 à celle-ci pour remplacer, à sa demande, le précédent ? Les éventuelles réponses à ces questions restent des hypothèses souvent partielles.
Pris dans l'ordre chronologique supposé de leur création, ces dessins sont conservés respectivement à l'Ashmolean Museum d'Oxford, à la galerie des Offices à Florence (cabinet des dessins et des estampes), au British Museum à Londres et, pour les deux derniers, à la Staatliche Graphische Sammlung de Munich. Par extension, s'il y a cinq copies dessinées (les deux dernières constituant d'ailleurs des copies de copie), aucune version peinte n'aurait été réalisée. L'intérêt de leur étude tient dans la possibilité offerte aux chercheurs de reconstituer, grâce aux détails qu'elles contiennent, l'aspect original du carton conservé au Louvre, celui-ci ayant été fortement détérioré au cours de son histoire. Les dessins d'Oxford et de Florence sont les plus étudiés car ils semblent dériver directement du carton parisien,. 
De fait, certains auteurs n'hésitent pas à désigner le dessin d'Oxford comme celui que le peintre aurait offert à Isabelle d'Este après la réalisation du carton de Paris. En effet, il présente tous les éléments qui se retrouvent dans l'original (détails des mains, du buste, de la robe et des manches) et offre également certains détails effacés par la détérioration qui a affecté la partie inférieure du carton du Louvre, particulièrement le livre que désigne l'index de la jeune femme.
Le dessin de Florence présente une composition resserrée sur le personnage — tête et décolleté — et exclut toute représentation de la robe, des manches et des mains. Le décolleté de la robe y est plus profond et plus carré. Ce dessin est daté du début du XVIe siècle — il est donc contemporain du carton — et attribué à l'« école de Léonard de Vinci ».
Enfin, les copies présentes au British Museum et à la Staatliche Graphische Sammlung de Munich (référencée 2154) semblent dériver du dessin conservé à la galerie des Offices de Florence. Les trois comportent en effet des caractéristiques proches : des décolletés plus arrondis que celui du portrait de Paris, des cols de robes et de chemises tout à fait parallèles contrairement à ce dernier, et une mauvaise compréhension commune dans l'attache des manches sur la robe. Seuls différent entre eux les traitements des profils (arête du nez et lèvres). Enfin, il apparaîtrait que le dessin référencé 2155 de la Staatliche Graphische Sammlung de Munich est celui qui est le plus éloigné des quatre autres copies : datant probablement du XIXe siècle comme le dessin 2154, il serait en fait « une copie du troisième degré de l'original de Léonard de Vinci, d'abord copiée de la variante de Florence puis de celle de Londres ».

Autres copies notables
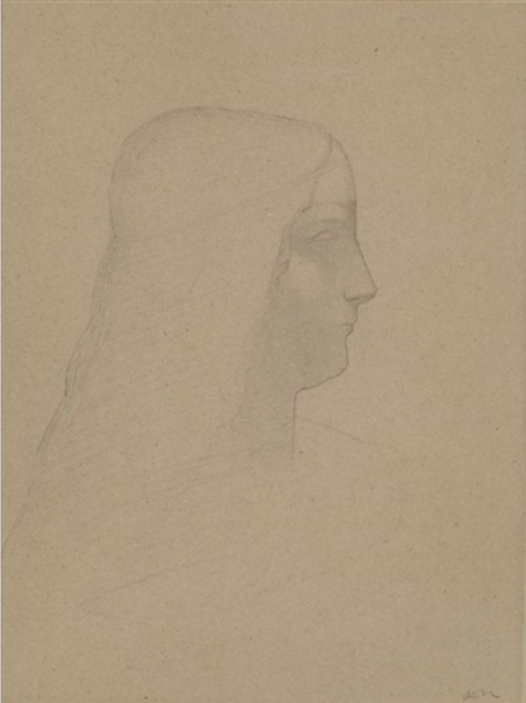
Odilon Redon, Profil d'une femme (d'après Le portrait d'Isabelle d'Este de Léonard de Vinci), collection particulière.
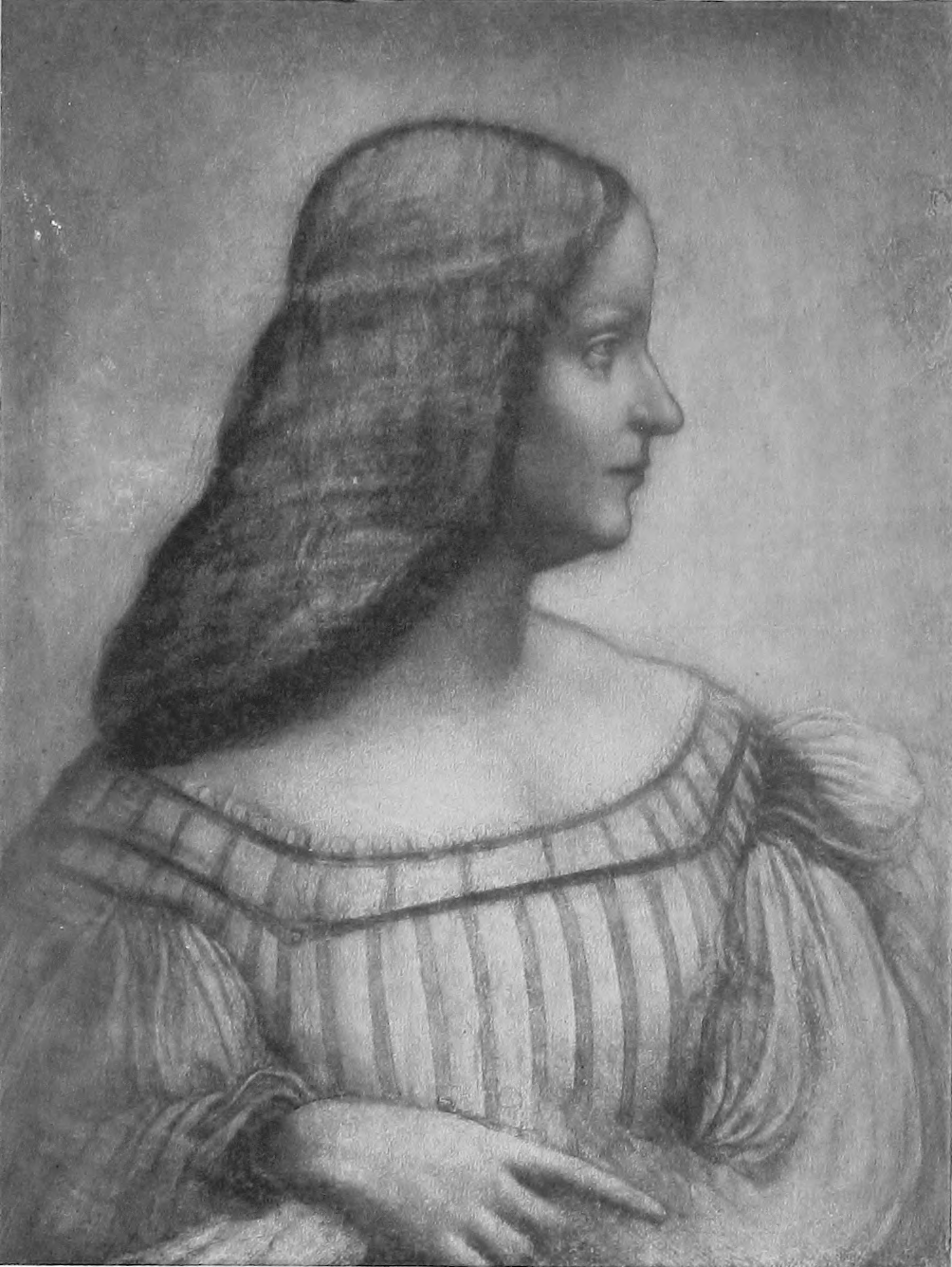
Aphonse-Alexandre Leroy, Isabella d'Este ; Carton pour le portrait d'Isabelle d'Este, entre 1852 et 1870, Arbois, Musée Sarret de Grozon, ref.19.17 ; 207.

Au cours des siècles, l'œuvre continue d'exercer un fort attrait sur les peintres. Ainsi le peintre Odilon Redon la reproduit-il au Louvre tandis que Louis Boitte (1830-1906) crée une copie à partir de la version des Offices florentines (conservée au musée d'Orsay à Paris). Enfin, commandée par la Chalcographie du Louvre, une copie de l'œuvre parisienne est gravée par Alphonse-Alexandre Leroy (1820-1902) dans le but d'en faire un support de reproduction.
En 2003, Le Portrait d'Isabelle d'Este est l'objet d'une appropriation par le peintre Herman Braun-Vega dans une nature morte intitulée Donna Isabella aux raisins.

## Un portrait peint retrouvé?

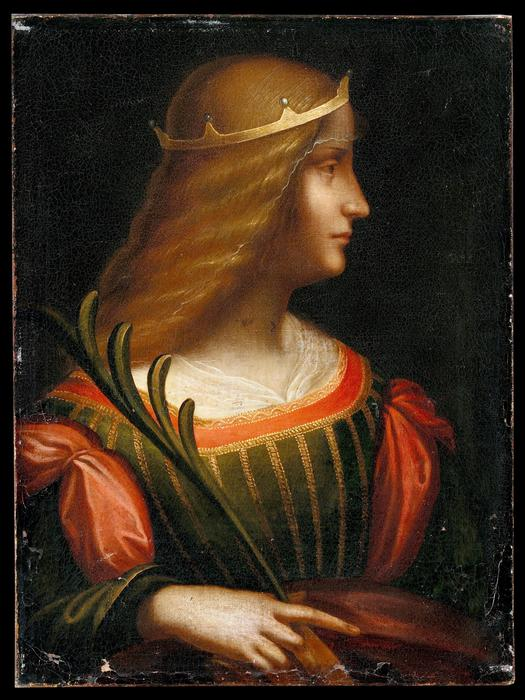
Léonard de Vinci (?), Portrait d'Isabelle d'Este, vers 1513-1516 (?), collection particulière. Un portrait étudié, authentifié et daté par Carlo Pedretti entre 2010 et 2013.

En 2010, à la suite d'une succession au sein d'une famille italienne, un tableau est découvert dans le coffre d'une banque suisse par le professeur d’art Ernesto Solari,. Le portrait est présenté comme la mise en peinture du carton du Louvre, dont il reprend fidèlement les dimensions, la composition et la source lumineuse. L'historien de l'art spécialiste de Vinci Carlo Pedretti procède à l'authentification de l'œuvre entre 2010 et 2013 avant de rendre ses conclusions : l'œuvre est bien la mise en peinture du carton du Louvre, et elle est bien de la main du maître florentin. En effet, selon ce qu'en rapporte Le Journal des arts du 7 octobre 2013, « les pigments seraient exactement les mêmes que ceux habituellement utilisés par De Vinci [et] la préparation de la toile correspondrait à la méthode du peintre qu’il a décrite dans son Traité de la peinture ». Enfin, l’analyse au carbone 14 conclut à une probabilité de 95,4% que la peinture ait été réalisée entre 1460 et 1650. De fait, la datation de l'œuvre est estimée par Carlo Pedretti entre 1513 et 1516.
Seules différences avec le projet de l'œuvre du Louvre, la femme porte une couronne dans les cheveux et tient une palme à la main. Par ailleurs, le livre originellement porté sur le projet n'existe plus : présent sous la couche picturale actuellement visible, il a fait l'objet d'un repeint. En outre, il semble bien qu'une deuxième main ait modifié la destination de l'œuvre : d'un portrait à vocation représentative, le tableau serait ainsi devenu une œuvre religieuse.
Néanmoins, cette attribution fait l'objet d'une large contestation par une importante partie de la communauté scientifique. Dès avant la découverte de l'œuvre, les historiens de l'art doutaient de la possibilité qu'une telle peinture existe, tel Frank Zöllner qui, en 2000, indiquait que le peintre était alors trop accaparé par d'autres projets pour pouvoir se consacrer à celui-ci. De même, selon Carmen Bambach, le carton n'a pas servi de matrice à quelque tableau que ce soit, en particulier parce que les perforations qu'il présente sont temporellement très éloignées du maître : en effet, il apparaît que les renforts portés par l'œuvre sont eux aussi perforés, or ils ont été faits à la suite des dommages subis par le carton longtemps après sa création. De plus, l'absence de poudre à transposer sur ce dernier indique que la perforation s'est faite sur une autre feuille mais non sur une toile.
Depuis l’annonce de cette découverte en 2013, le doute persiste : cette attribution est encore fermement rejetée en 2019 par l'historien de l'art Tomaso Montanari et le critique d'art Vittorio Sgarbi. De son côté, ne l'évoquant toujours pas dans son catalogue sur l'œuvre complet de Léonard de Vinci de 2015, Frank Zöllner reprend les affirmations de Carmen Bambach et atteste que les perforations, de par leurs caractéristiques physiques, ne sont pas de la main de Léonard, et que le carton a fait l'objet d'un retravail avant mais aussi après ces perforations. Bien plus, selon  Bruno Mottin, conservateur au Centre de recherche et de restauration des musées de France, l'« absence de soin dans le piquage est un des facteurs tendant à démontrer que celui-ci est tardif et n'a pas été fait sous la direction du maître ». 
Rejetant ainsi tout transfert du carton sur toile par le maître, les historiens de l'art contestent en outre l'idée que Léonard de Vinci ait réalisé une telle peinture pour Isabelle d'Este : selon Frank Zöllner, il lui aurait été impossible, au vu de sa lenteur à peindre et du peu de temps où il est resté à Mantoue, d'avoir exécuté ce portrait lors de son séjour chez la marquise. Finalement, sur le site du département des arts graphiques du Louvre, Varena Forcione et Hélène Grollemund sont catégoriques en 2019 : Léonard de Vinci « réalisa à la demande d’Isabelle d’Este cette esquisse d’un portrait qui ne fut jamais peint ».
Selon une autre hypothèse, qui n'émane pas des historiens de l'art, le sujet du tableau est la propre mère de Léonard, Caterina, dans un lointain souvenir. Ce carton qui a traversé les âges a dû être dessiné pour une œuvre importante. La seule œuvre importante possible dont nous ayons connaissance est La Joconde, probablement la mère de Léonard.